# Schweizer Rollhockeymeisterschaft
Die Schweizer Rollhockey-Meisterschaft ist die höchste nationale Liga im Rollhockey in der Schweiz. Sie wird vom Schweizerischen Rollhockey-Verband (SRHV) organisiert und besteht aus mehreren Ligen: der Nationalliga A (NLA), der Nationalliga B (NLB), der 1. Liga, der 2. Liga sowie einer Damenliga.

## Nationalliga A (NLA)
Die NLA ist die höchste Spielklasse im Schweizer Rollhockey. In der Saison 2024/25 nehmen folgende Vereine teil:
- RHC Diessbach –
- RHC Wimmis –
- RC Biasca –
- RHC Wolfurt –
- SC Thunerstern –
- Pully RHC –
- RHC Dornbirn –
- RSC Uttigen

## Nationalliga B (NLB)
Die NLB dient als zweite Liga und ist eine wichtige Stufe für den Aufstieg in die NLA. In der Saison 2024/25 sind folgende Teams aktiv:
- RHC Vordemwald –
- Montreux HC
- Genève RHC
- RHC Uri –
- RHC Wimmis
- RC Vordemwald White Sox
- RHC Diessbach

## 1. Liga
Die 1. Liga ist die dritthöchste Liga im Schweizer Rollhockey. In der Saison 2024/25 nehmen folgende Vereine teil:
- H.C. Münsingen Wölfe
- RSC Uttigen
- RHC Gipf-Oberfrick
- RHC Wolfurt
- RHC Diessbach
- RHC Dornbirn
- RHC Wolfurt
- SC Thunerstern

## 2. Liga
Die 2. Liga ist die vierthöchste Liga im Schweizer Rollhockey. In der Saison 2024/25 sind folgende Teams aktiv:
- RHC Vordemwald A
- RHC Vordemwald B
- Pully RHC
- Montreux HC
- H.C. Münsingen Wölfe

## Damenliga
Die Damenliga ist die höchste Spielklasse für Frauen im Schweizer Rollhockey. In der Saison 2024/25 nehmen folgende Vereine teil:
- RHC Vordemwald
- RHC Diessbach
- RHC Gipf-Oberfrick
- RHC Uri
- RSC Uttigen
- Spielgemeinschaft Montreux-Genève
- U17-Nationalmannschaft SRHV